# La Cumbre (Fernandina)
Der La Cumbre ist ein Schildvulkan auf Fernandina, einer der zu Ecuador zählenden Galapagosinseln. Er ist derjenige Vulkan, der dem unter dem Archipel liegenden Plume am nächsten liegt und gilt daher als der aktivste der Inselgruppe. Die letzten Ausbrüche fanden im September 2017, im Juni 2018, im Januar 2020 und findet aktuell seit 3. März 2024 statt. 
Der Gipfel des La Cumbre ist geprägt durch eine 6,5 auf 5 Kilometer große Caldera, die ständigen Veränderungen unterworfen ist. Bei einem explosionsartigen Ausbruch 1968 stürzte ihr Boden um etwa 350 Meter in die Tiefe, 1988 fiel ein knapp einen Kubikkilometer großer Teil der Ostwand in sie hinein und verschüttete dabei einen dort befindlichen Kratersee. Die Caldera wird auch immer wieder durch Lava aus Spalten in ihren Wänden aufgefüllt.